# Cour des Miracles
Pour les articles homonymes, voir Cour des miracles (homonymie).

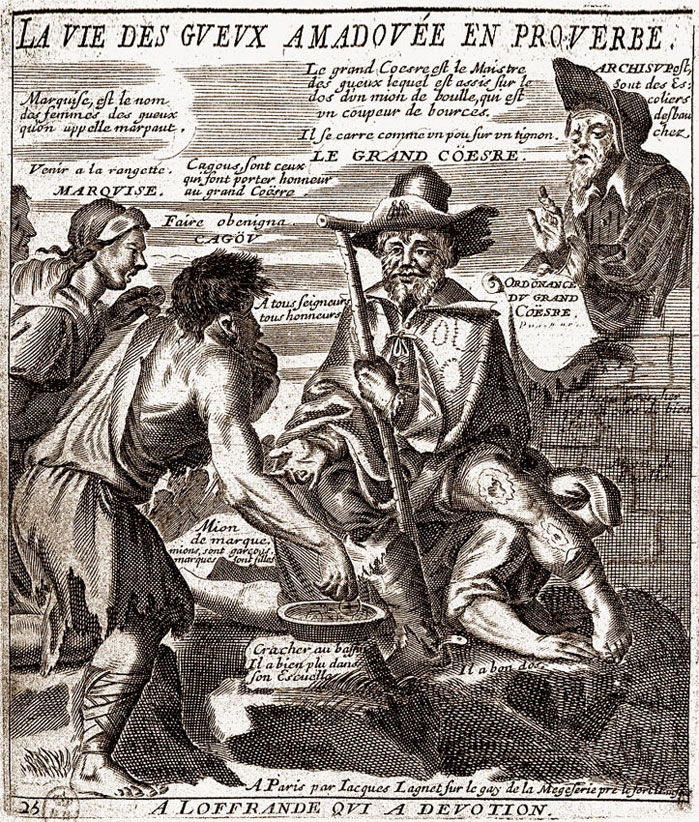
Le « grand Coësre ». Gravure extraite du Recueil des plus illustres proverbes divisés en trois livres : le premier contient les proverbes moraux, le second les proverbes joyeux et plaisans, le troisième représente la vie des gueux en proverbes, Jacques Lagniet, Paris, 1663.

La cour des Miracles était, sous l'Ancien Régime, un ensemble d'espaces de non-droit composé de quartiers de Paris, ainsi nommés car les prétendues infirmités des mendiants qui en avaient fait leur lieu de résidence ordinaire y disparaissaient à la nuit tombée, « comme par miracle ». En réalité, une partie d'entre eux ne souffrait réellement d’aucun handicap.
Venus des campagnes pour chercher, en vain, du travail, ou miséreux des villes, les plus défavorisés grossissaient les rangs des cours des Miracles au XVIIe siècle, sous les règnes de Louis XIII et Louis XIV.

## Territoires

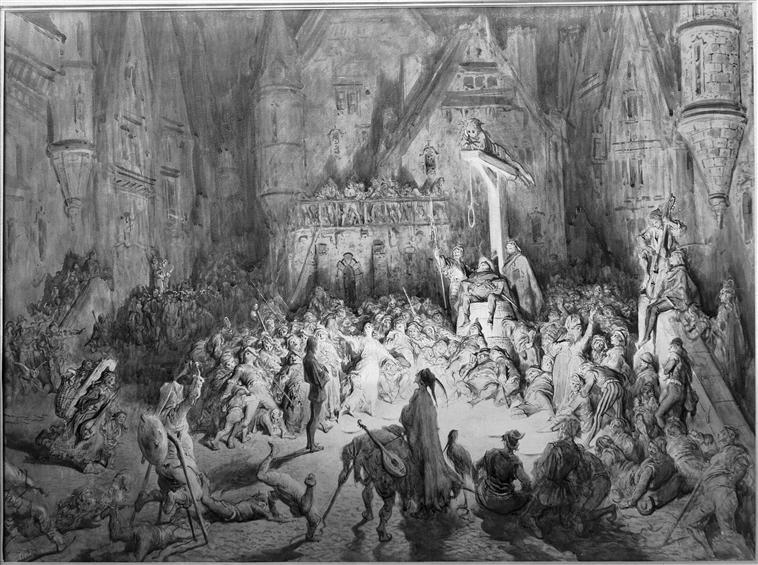
La cour des Miracles par Gustave Doré, illustration de la vision romantico-médiévale dépeinte dans Notre-Dame de Paris de Victor Hugo.

La plupart des grandes villes possédaient une cour des Miracles. Paris en comptait une douzaine, :
- la Grande cour des Miracles, fief d'Alby, entre la rue du Caire[4], Rue des Forges[5], impasse de la Corderie, rue Thévenot, rue de Damiette[5] et la rue Réaumur, dans l’actuel 2e arrondissement, dont l'entrée était située rue Saint-Sauveur ;
- la cour du Roi-François située au 328 rue Saint-Denis ;
- la cour du Sainte-Catherine située au 313 rue Saint-Denis ;
- la cour Gentien, rue des Coquilles ;
- la cour de la Jussienne, 23 rue de la Jussienne ;
- la cour Saint-Honoré entre les rues Saint-Honoré, Saint-Nicaise et de l'Échelle ;
- la cour des miracles rue du Bac située 63, rue du Bac ;
- la cour Brisset, rue de la Mortellerie entre les rues Pernelle et de Longpont ;
- la cour des miracles rue de Reuilly située 81, rue de Reuilly ;
- la cour des miracles située 26, rue des Tournelles et 21, rue Jean-Beausire ;
- deux autres près de la porte Saint-Denis, sur une « butte aux gravois » ;
- dans le faubourg Saint-Marcel ;
- sur la butte Saint-Roch.

La plus célèbre est la Grande cour des Miracles, à laquelle Victor Hugo fait allusion dans Notre-Dame de Paris. Prenant des libertés avec l'histoire afin de nourrir sa vision « romantico-médiévale », l'écrivain situe la cour des Miracles au XVe siècle, à la fin du règne de Louis XI. Hugo a néanmoins puisé ses sources dans les descriptions d'Henri Sauval, elles-mêmes reprises en partie du Jargon ou Langage de l'Argot reformé, livret populaire facétieux écrit vers 1630 par Ollivier Chereau, de Tours. Selon les descriptions carnavalesques de cet auteur, les mendiants membres de l'Argot (corporation des gueux), qui étaient hiérarchisés et parfaitement organisés, avaient des lois, une langue. Ils allèrent jusqu’à élire un roi des argotiers. Celui-ci s’appelait « le grand Coësre » ou « roi de Thunes ». Ce roi commandait à tous les mendiants de France. Les mendiants de chaque province obéissaient aux « cagous », c’est-à-dire aux lieutenants du grand Coësre ; c’étaient eux qui instruisaient les mendiants débutant dans le métier. Au-dessous de ceux-ci venaient, dans la hiérarchie, les « archisuppôts », qui étaient les savants du royaume des mendiants. C’étaient pour la plupart d’anciens étudiants ; ils enseignaient l’argot aux mendiants nouveaux venus dans l’association et jouissaient du privilège de ne payer aucun impôt au grand Coësre.

Selon Paul Bru : 

« Depuis plusieurs siècles, Paris et ses environs étaient infestés d’une foule de vagabonds et de pauvres. La plupart, gens sans aveu, mendiants de profession, tenaient leurs quartiers généraux dans les cours des Miracles. On nommait ainsi leurs repaires parce qu’en y entrant ils déposaient le costume de leur rôle. Les aveugles voyaient clair, les paralytiques recouvraient l’usage de leurs membres, les boiteux étaient redressés. Tous les moyens leur semblaient bons pour exciter la compassion des passants. »

— Histoire de Bicêtre
Victor Hugo en dit : 

« Immense vestiaire, en un mot, où s’habillaient et se déshabillaient à cette époque tous les acteurs de cette comédie éternelle que le vol, la prostitution et le meurtre jouent sur le pavé de Paris… [s'ensuit la description de leurs différentes « spécialités »] »

— La cruche cassée, Notre-Dame de Paris

## Historique
D'après le bibliothécaire et historien Alfred Franklin, l'appellation « cour des Miracles » est indiquée sur les plans établis respectivement par Jacques Gomboust en 1652 et Jean Boisseau en 1654. Aucune cour des Miracles n'apparaît sur les plans topographiques parisiens antérieurs au XVIIe siècle.
On relève la première description de la grande « cour des Miracles » dans Le Carabinage et matoiserie soldatesque (Paris, 1616), une farce écrite par Drachir d'Amorny alias Richard de Romany.

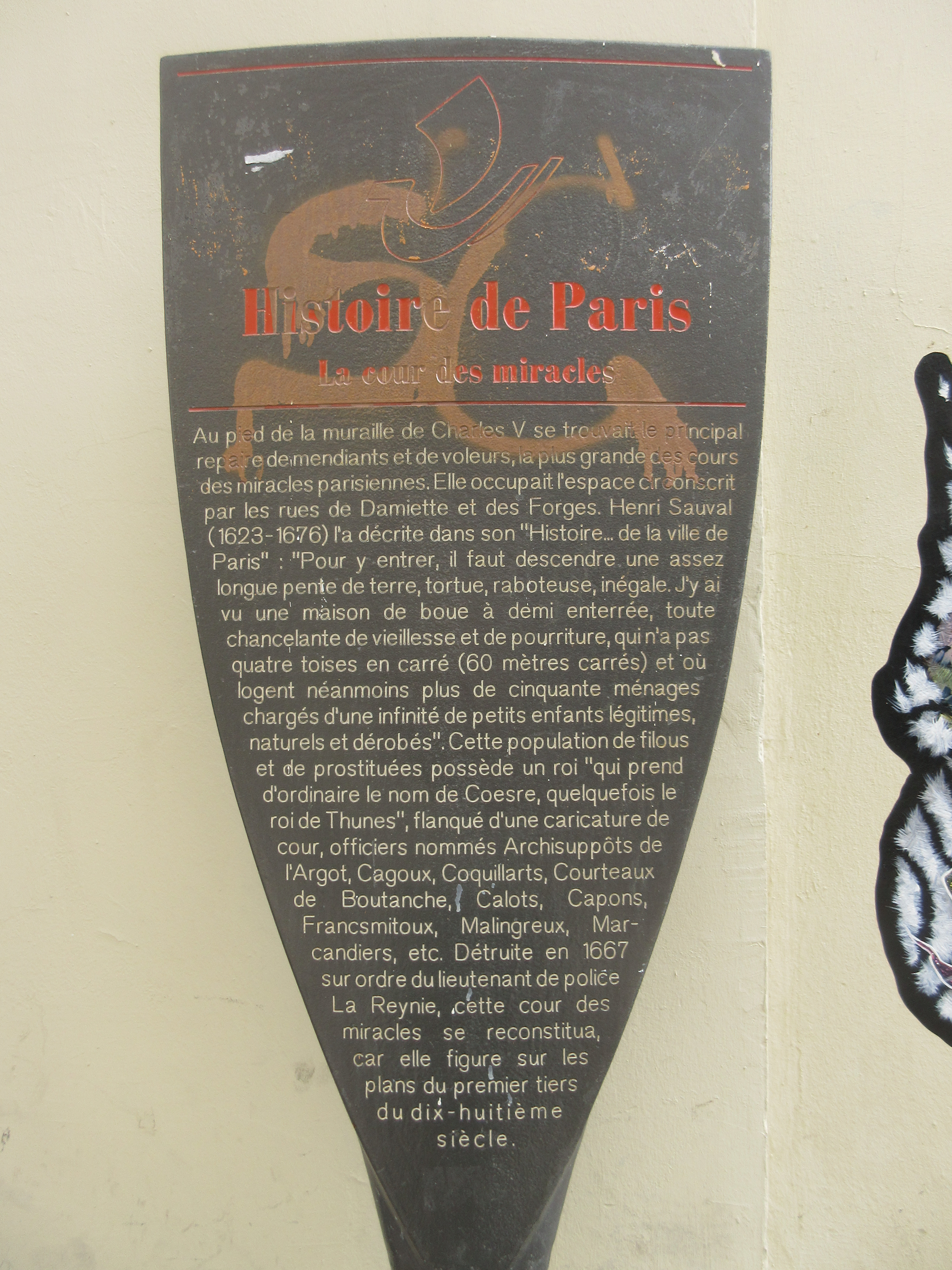
Panneau Histoire de Paris
« La Cour des Miracles ».

### La Cour des Miracles de la rue des Forges à Paris
Au pied de l'enceinte de Charles V se trouvait le principal repaire de mendiants et de voleurs, la plus grande cour des miracles parisienne.
Elle occupait l'espace délimité par les actuelles rues de Damiette et des Forges. Dans son ouvrage Histoire et recherches des antiquités de la ville de Paris, Henri Sauval décrit cette cour des Miracles : « Pour y entrer, il faut descendre une assez longue pente de terre, difforme, raboteuse, inégale. J'y ai vu une maison de boue à demi enterrée, toute chancelante de vieillesse et de pourriture, qui n'a pas quatre toise carré (60 mètres carrés) et où logent néanmoins plus de cinquante ménages chargés d'une infinité de petits enfants légitimes, naturels et dérobés. »
Cette population de filous et de prostituées possède un roi qui prend habituellement le nom de « Coësre », quelquefois celui de « Roi de Thunes », flanqué d'une caricature de cour, de courtisans, officiers appelés Archisuppôts de l'Argot, Cagoux, Coquillarts, Courteaux de Boutanche, Calots, Capons, Francsmitoux, Malingreux, Marcantiers, Riffaudés, etc.,.
Cette cour des miracles détruite en 1667 sur ordre du lieutenant de police Nicolas de La Reynie se reconstitua car elle figure sur les plans du premier tiers du XVIIIe siècle.

### Les différents mendiants et voleurs

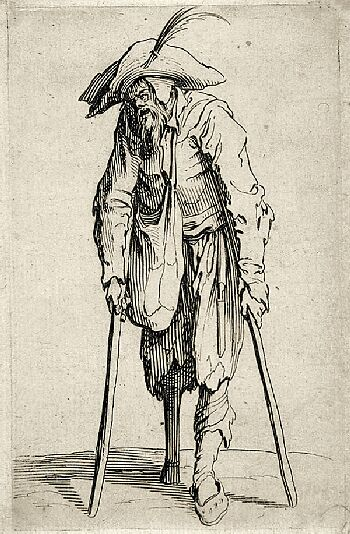
Jacques Callot : Les Gueux - Le Mendiant à la jambe de bois (1622). Une vision plus réaliste des mendiants de l'époque avec des béquilles, par un artiste contemporain de la cour des Miracles.

Selon Sauval, qui reprend une édition postérieure du texte d'Ollivier Chereau en le trahissant, les mendiants et voleurs étaient répartis en un certain nombre de catégories :
- les « narquois » ou « drilles » : faux soldats simulant des mutilations reçues au service du roi ;
- les « rifodés » : fausses victimes du feu du ciel[20] ;
- les « malingreux » : faux malades ;
- les « francs-mitoux » : faux malades simulant des crises d’épilepsie ;
- les « piètres » : faux estropiés[21] ;
- les « marfaux » ou « marjauds » : souteneurs ;
- les « marcandiers » : faux marchands ruinés par les guerres, par le feu, ou par d’autres accidents. Allaient d’ordinaire par deux ;
- les « capons » : chargés de mendier dans les cabarets et dans les lieux publics et de rassemblement, ils poussaient les passants au jeu auprès de quelques camarades à qui ils servaient de compères ;
- les « courtauds de Boutange » : mendiants qui n’avaient le droit de mendier que pendant l’hiver ;
- les « millards » : voleurs à la tire de provisions. C’étaient les pourvoyeurs de la société ;
- les « orphelins » : jeunes garçons presque nus, chargés de paraître gelés et trembler de froid, même en été ;
- les « hubains » : porteurs d’un certificat constatant qu’ils avaient été guéris de la rage par l’intercession de saint Hubert ;
- les « prostituées » ;
- le « ragot » : chef de la pègre sous Henri II ;
- le « chef-coësre » : chef de la pègre ;
- les « cagoux » ou « archi-suppôt »[22], ou Ducs : lieutenants du chef-coësre ;
- les « gens de la petite flambe » ou « de la courte épée », à cause des ciseaux qu’ils portaient pour couper les bourses[22] ;
- les « polissons » allaient par quatre, vêtus d’un pourpoint, sans chemise, d’un chapeau sans fond, le bis sac à l’épaule, la bouteille sur le côté[22] ;
- les « caillots » feignaient d’être guéris de la teigne[22] ;
- les « sabouleux » feignaient une attaque d’épilepsie. Ils mettaient dans leur bouche un morceau de savon qui provoquait une écume[22] ;
- les « marpauts », dont les femmes étaient les « marquises »[22] ;
- les « coquillards » : faux pèlerins arborant une coquille Saint-Jacques.

Tout le monde ne pouvait être coupeur de bourse : pour être admis dans cette profession, il fallait faire deux chefs-d’œuvre en présence des « maîtres ». Sauval raconte en quoi consistaient ces deux chefs-d’œuvre : 

« Le jour pris pour le premier on attache au plancher et aux solives d’une chambre une corde bien bandée où il y a des grelots avec une bourse, et il faut que celui qui veut passer maître, ayant le pied droit sur une assiette posée en bas de la corde, et tournant à l’entour le pied gauche, et le corps en l’air, coupe la bourse sans balancer le corps et sans faire sonner les grelots ; s’il y manque en la moindre chose, on le roue de coups ; s’il n’y manque pas, on le reçoit maître. Les jours suivants on le bat, autant que s’il y avoit manqué afin de l’endurcir aux coups et on continue de le battre jusqu’à ce qu’il soit devenu insensible. Alors, pour faire un second chef-d’œuvre, ses compagnons le conduisent à quelque lieu grand et public, comme le cimetière Saint-Innocent. S’ils y voient une femme à genoux aux pieds de la Vierge ayant sa bourse pendue au côté, ou une autre personne avec une bourse aisée à couper, ou quelque chose semblable facile à dérober, ils lui commandent de faire ce vol en leur présence et à la vue de tout le monde. À peine est-il parti, qu’ils disent aux passants en le montrant au doigt : « Voilà un coupeur de bourses qui va voler cette personne ». À cet avis, chacun s’arrête et le regarde sans faire démonstration de rien. À peine a-t-il fait le vol, que les passants et les délateurs le prennent, l’injurient, le battent, l’assomment sans qu’il ose déclarer ses compagnons ni même faire semblant de les connaître. Cependant, force gens s’assemblent et s’avancent pour voir ou pour apprendre ce qui se passe. Ce malheureux et ses camarades les pressent, les fouillent, coupent leurs bourses, sondent leurs poches et faisant plus de bruit que tous les passants ensemble, tirent subtilement de leurs mains leur nouveau maître et se sauvent avec lui et avec leurs vols. »

— Sauval, La cour des Miracles p. 513

## Disparition des cours des Miracles

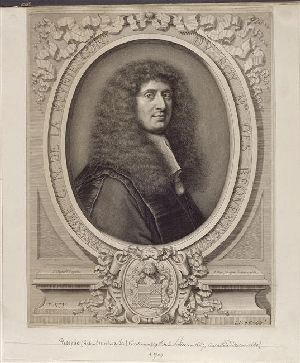
Gabriel Nicolas de la Reynie (1625-1709), gravure d'après Pierre Mignard.

Le 15 mars 1667, par l'édit de Saint-Germain-en-Laye, Louis XIV a créé la charge de lieutenant général de police de Paris et l'a confié à Gabriel Nicolas de La Reynie.
D'après le littérateur et journaliste Horace Raisson, La Reynie se serait rendu personnellement dans le Fief d'Albye, faisant ouvrir six brèches dans l'enceinte de Charles V et y disposant ses maigres forces de façon à faire croire qu'elles étaient les premiers rangs de troupes plus nombreuses. Le lieutenant de police se serait ensuite avancé seul sur la place en annonçant avec un porte-voix que le Roi ordonnait l'évacuation du lieu et que « les douze derniers seraient pendus ou envoyés aux galères », ce qui provoqua la fuite générale des truands.
Bien que fréquemment cité, cet épisode n'est mentionné nulle part avant la parution en 1844 de l'ouvrage d'Horace Raisson, la Police de Paris 1667-1844. L'historien Roger Chartier conteste l'authenticité de la dispersion de la cour des Miracles par La Reynie, soulignant qu'aucune source ne l'atteste. Il s'agit probablement d'une invention littéraire de Raisson.
À partir de 1750, le système répressif perdit du terrain au profit d’une démarche des hygiénistes et des médecins.
Le 21 août 1784, un édit royal ordonna la destruction totale de toutes les masures du Fief d’Alby pour y établir un marché des marées. Mais le lieu avait si mauvaise réputation que les mareyeurs refusèrent de s’y installer. Le lieu fut investi par les forgerons (d’où le nom de « rue de la Forge »). On lit parfois que le nom du boulevard et du quartier de Bonne-Nouvelle viennent de ce que les Parisiens se réjouirent de cette « bonne nouvelle », mais en réalité il vient de l'église Notre-Dame-de-Bonne-Nouvelle, dont la première version fut consacrée en 1551 sous ce nom (qui se réfère à l'Annonciation).
Les rues « de la Grande-Truanderie » et « de la Petite-Truanderie » (entre le boulevard de Sébastopol et le Forum des Halles) perpétuent le souvenir des cours des Miracles.

### Sources primaires
- Noël du Fail, Propos rustiques de maistre Léon Ladulfi, Champenois, Lyon, Jean de Tournes, 1547.
- Drachir d'Amorny (Richard de Romany), Le Carabinage et matoiserie soldatesque, Paris, 1616. Réimpression augmentée d'un avant-propos et de notes par Philomneste junior, Genève, J. Gay et fils éditeurs, 1867, [lire en ligne].
- Ollivier Chereau, Le Jargon ou Langage de l'Argot reformé, édition critique annotée et commentée à partir des éditions lyonnaises complètes (1630, 1632, 1634) avec des documents complémentaires et un dictionnaire-glossaire du jargon du livret par Denis Delaplace, Paris, Honoré Champion, coll. « Textes de la Renaissance », 2008.
- Henri Sauval, Histoire et recherches des antiquités de la ville de Paris, 3 tomes, Charles Moette et Jacques Chardon, 1724, [lire en ligne]. Reproduction en offset de la première édition (Paris, 1724), introduction de Michel Fleury, Paris, Éditions du Palais-Royal, et Genève, Minkoff Reprint, 1974, 3 vol.  in-8°, XXI-11-672, 759 et 682-91-40 p., [compte rendu en ligne].
- Louis Lafaist Cimber, Félix Danjou, Archives curieuses de l'histoire de France, depuis Louis XI jusqu'à Louis XVIII, ou Collection de pièces rares et intéressantes, telles que chroniques, mémoires, pamphlets, lettres, vies, procès… : ouvrage destiné à servir de complément aux collections Guizot, Buchon, Petitot et Leber, t. 15, Paris, 1837, p. 243-270, [lire en ligne].
- Roger Chartier, Figures de la gueuserie, textes présentés par Roger Chartier, Montalba, coll. « Bibliothèque bleue », 1982, 448 p.